# Emanuele Canonica

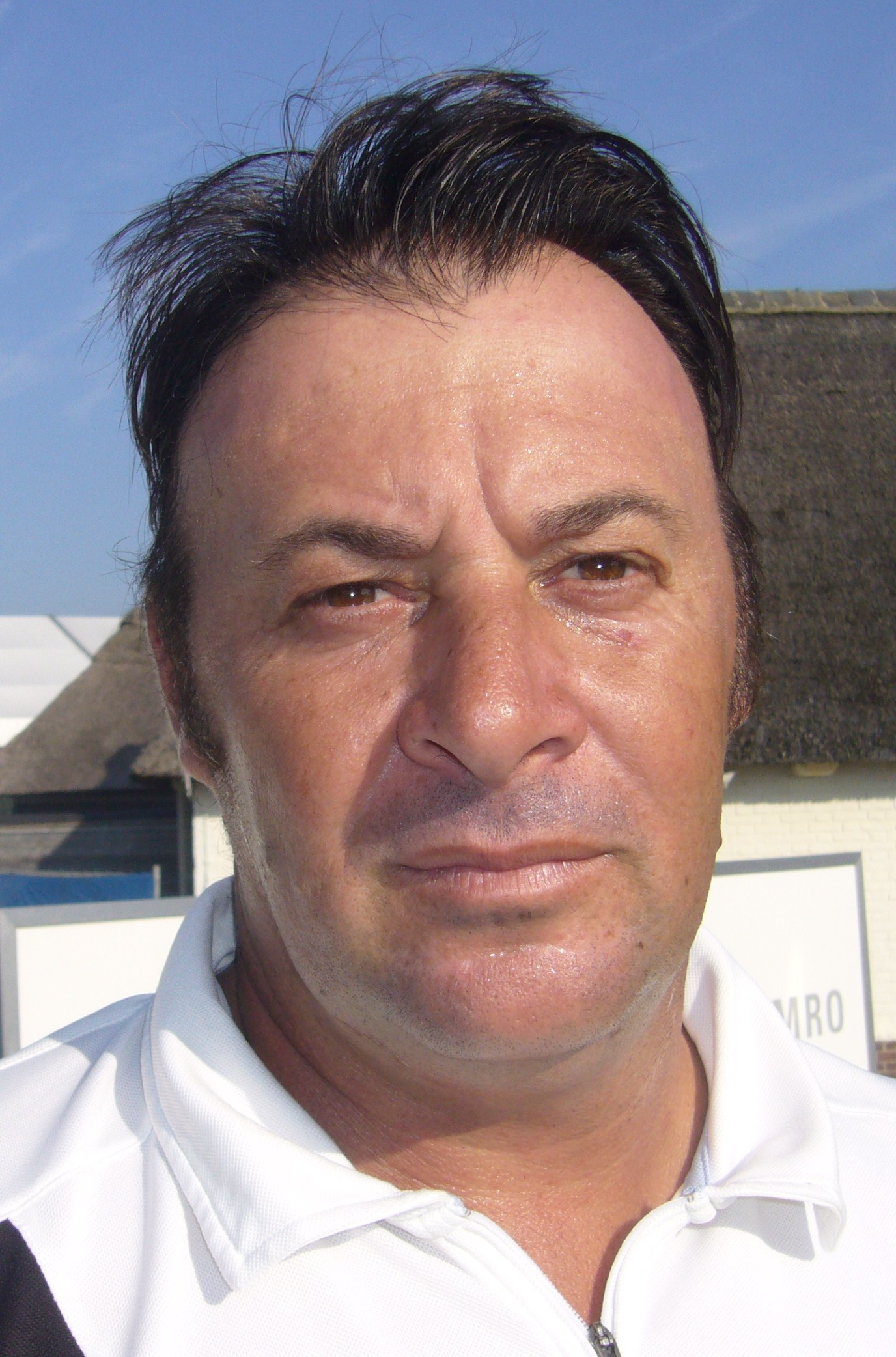
KLM Open 2009.

Emanuele Canonica (Moncalieri, 7 januari 1971) is een Italiaanse professioneel golfer. Hij speelt sinds 1995 op de Europese PGA Tour.

## Amateur
Emanuele "Peppo" Canonica maakte in de periode dat hij als amateur actief was van 1998 tot 1991 deel uit van de nationale selectie.

### Gewonnen
- 1990: National Juniors Championship

## Professional
Canonica is in 1991 professional geworden.
In 1994 won hij de Order of Merit in Italië van de spelers tot 30 jaar en haalde hij zijn tourkaart via de Tourschool. Hij werd dat jaar ook zesde bij de Olivier Barras Memorial en tweede bij het Italiaanse PGA Kampioenschap.
Zijn volgende succes was een derde plaats op het Italiaans Open in 1995, net als Costantino Rocca. Eind 1995 en 1996 behield hij zijn tourkaart, maar in 1998 moest hij weer op de Challenge Tour spelen.
In 2000 kwalificeerde hij zich voor de Amerikaanse PGA Tour, maar hij vond het er niet prettig en kwam terug naar Europa, op tijd om nog voldoende toernooien te spelen om zijn kaart te houden. Hij was in die tijd de beste speler van Italië.
Zijn sterke punt is zijn verre afslag. Hij stond wat dat betreft in 1998, 1999 en 2000 bovenaan de lijst van statistieken die de Europese Tour bijhoudt. Hij slaat een gemiddelde van 295,3 yards, wat ruim een meter verder is dan Tiger Woods en negen meter minder ver dan John Daly.

### Gewonnen
- 2005: Johnnie Walker Championship op Gleneagles
- 2008: Mallorca Golf Island Skins Game

### Teams
- Alfred Dunhill Cup: 1996 (versloeg Phil Mickelson), 1999 (met Rocca en Scarpa)
- World Cup: 1999, 2006
- Seve Trophy: 2005